# صموئيل غاي
صموئيل غاي هو قاضي وسياسي كندي، ولد في 1755 في بوسطن في الولايات المتحدة، وتوفي في 21 يناير 1847.